# フデ岩灯台

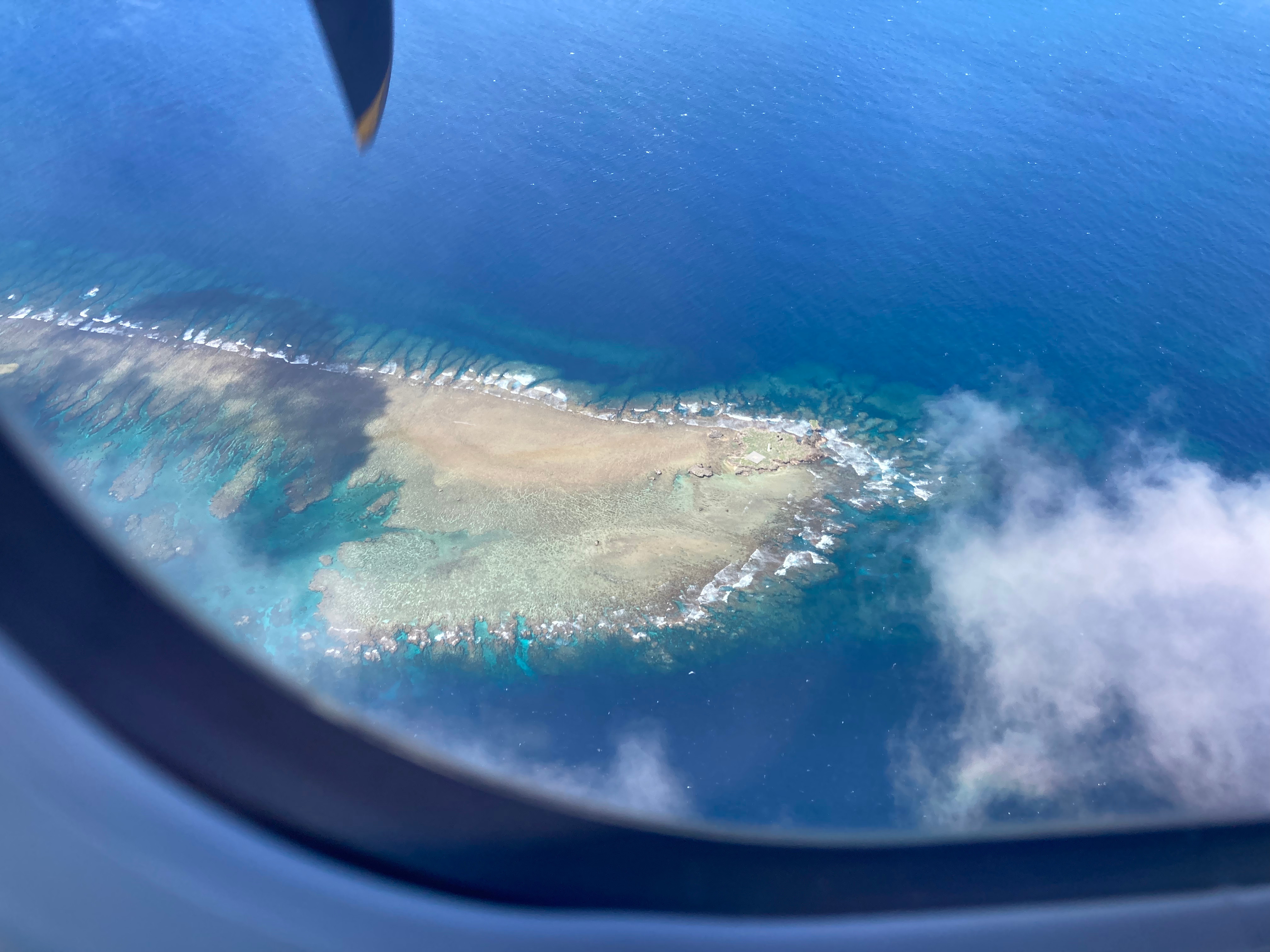
航空機から撮影したフデ岩灯台

フデ岩灯台（ふでいわとうだい）は、沖縄県宮古島市のフデ岩に建つ白亜の灯台である。

## 概要
フデ岩は、大神島の北東、八重干瀬の東方に位置する面積0.002km2の無人島であり、そのほぼ中央に本灯台が位置している。また、灯台の西側には緊急用のヘリポートが設けられている。
この灯台は、電源には太陽電池、光源には発光ダイオード (LED) を使っている。

## 歴史
- 1972年（昭和47年）5月15日 - 本土復帰に伴い、管理業務が海上保安庁に引き継がれる[7]。
- 1980年（昭和55年）3月6日 - FRP灯塔に改築[2][8]。

## アクセス
定期航路はないため、漁船をチャーターする必要がある。